# چیپاکه
چیپاکه (انگلیسی: Chipaque) یک منطقه مسکونی در کشور کلمبیا است.